# Leptura aethiops
Leptura aethiops је инсект из реда тврдокрилаца (Coleoptera) и фамилије стрижибуба (Cerambycidae). Припада подфамилији Lepturinae.

## Распрострањење и станиште
Настањује велики део Eвропе. У Србији је ретко налажена па се не може утврдити нека законитост, нити омиљено станиште.

## Опис
Leptura aethiops је дугaчка 10—15 mm. Тело је потпуно црно, антене средње дужине.

## Биологија
Развиће се одвија у пањевима и гранама листопадног дрвећа, али је недовољно познато.